# Koos Moerenhout
Jacobus "Koos" Moerenhout (født 5. november 1973) er en hollandsk tidligere professionel cykelrytter.